# 二之宮町
二之宮町（にのみやまち）は、群馬県前橋市の地名。郵便番号は379-2117。2013年現在の面積は3.77km2。

## 地理
前橋市の南東、赤城山南麓の末端に位置している。北部はなだらかに傾斜し、南西部は旧利根川の沖積地である。荒砥川は、南部で宮川と神沢川を合流する。

### 河川
- 荒砥川
- 宮川
- 神沢川

## 歴史
戦国時代頃からある地名である。江戸時代になるとはじめは大胡城主牧野氏領、元和2年に前橋藩領、明和5年に幕府領代官前沢藤十郎支配地、天明5年に前橋藩領、天保14年からは前橋藩領、土岐氏領と幕府領代官林部善太左衛門支配地の相給だった。

### 年表
- 1889年4月1日 町村制施行により、二之宮村は荒子村、今井村、富田村、荒口村、泉沢村、下大屋村、飯土井村、新井村、西大室村、東大室村と合併し南勢多郡荒砥村が成立する。
- 1896年4月1日 南勢多郡と東群馬郡が統合し勢多郡となる。
- 1957年2月20日 木瀬村と合併し城南村が成立する。
- 1967年5月1日 城南村が前橋市へ編入される。そのため前橋市二之宮町となる。

## 世帯数と人口
2017年（平成29年）8月31日現在の世帯数と人口は以下の通りである。
| 町丁     | 世帯数    | 人口    |
| -------- | --------- | ------- |
| 二之宮町 | 1,079世帯 | 2,876人 |

## 小・中学校の学区
市立小・中学校に通う場合、学区は以下の通りとなる。
| 番地 | 小学校               | 中学校             |
| ---- | -------------------- | ------------------ |
| 全域 | 前橋市立二之宮小学校 | 前橋市立荒砥中学校 |

## 交通

### 鉄道
鉄道駅はない。

### 道路
北関東自動車道が通っており、国道は国道17号上武道路、国道50号が通っている。県道は群馬県道74号伊勢崎大胡線が通っている。

## 施設
- 前橋市消防局南消防署城南分署
- 前橋市立二之宮小学校
- 二宮赤城神社
- 前橋市役所城南支所